# المستكفي بالله الثالث
أبو الربيع سليمان بن المتوكل على الله، بويع بالخلافة بعهد من أخيه المعتضد بالله في ربيع الأول سنة 845هـ، واستمر في الخلافة حتى وفاته سنة 855هـ.

## صفاته
يقول معاصره المؤرخ ابن تغري بردي «كان المستكفي بالله أسمر رقيقاً، للقصر أقرب، خفيف اللحية، بادره المشيب فيها، وكان ساكناً عاقلاً، ديّناً خيّراً، كثير الصمت، قليل الكلام إلاّ فيما يعنيه، وكان قليل الاجتماع بالناس، منعزلاً عنهم، لم يسلك طريق أخيه المعتضد بالله مع أصحابه وندمائه، بل صار يتحجّب في غالب أوقاته، وأظن عدم اجتماعه بالناس كان لقلة محاضرته، ولبعده عن المشاركة فيما يقع من أنواع العلوم.... هذا مع العقل التامّ، والتواضع والسيرة الحسنة، والعفة عن المنكرات وغيرها في حداثة سنه وفي كبره، ولقد كان أخوه المعتضد بالله يثني على دينه وخيره في غالب أوقاته، ويبالغ في الثناء عليه بأقوال لاتقع إلا لكبار الأولياء.»

## وفاته
توفي الخليفة المستكفي بالله الثالث بمسكنه قرب المشهد النفيسي في القاهرة في يوم الجمعة 2 محرم 855هـ بعد مرض دام به أياماً، وكان في حوالي الستين من عمره، وحضر السلطان الظاهر جقمق جنازته والصلاة عليه بمصلاة المؤمني تحت القلعة، وعاد أمام جنازته إلى المشهد النفيسي حيث دفنه ماشياً، وتولى حمل نعشه غير مرة، إلى أن وصلت الجنازة وحضر دفنه، وكانت جنازته مشهودة، وولي الخلافة بعد وفاته أخوه حمزة القائم بأمر الله.